# Klaipėda län
Klaipėda är ett län i västra Litauen. Totalt har länet  380 625 invånare och en area på 5 207 km². Huvudstaden är Klaipėda.
Till länet hör också delar av det Kuriska näset, vars största ort är Nida. En del av området ingick tidigare i Memelland, som tillhörde Ostpreussen fram till 1945. 
Den 1 juli 2010 avskaffades länsstyrelsen, varefter länet numera endast är en territoriell och statistisk enhet.